# Акжар (Байдибекский район)
Акжар (каз. Ақжар, до 2003 г. — Заречное) — село в Байдибекском районе Туркестанской области Казахстана. Входит в состав Боралдайского сельского округа. Код КАТО — 513645500.

## Население
В 1999 году население села составляло 764 человека (379 мужчин и 385 женщин). По данным переписи 2009 года, в селе проживало 267 человек (120 мужчин и 147 женщин).